# Azteca Uno
Azteca Uno (dříve známý jako Azteca Trece) je mexická národní televizní vysílací síť ve vlastnictví TV Azteca s více než 100 vysílači po celé zemi. Vysílá na virtuálním kanálu 1. Programování stanice je k dispozici v Mexiku na satelitu přes Sky a Dish Network a také ve všech mexických kabelových systémech a některé programy Azteca Uno lze vidět na Azteca América a Azteca México na kanálu 442 na DirecTV ve Spojených státech amerických.

## Vysílané a odvysílané pořady(výběr)
- Cuando seas mía (Hříšná láska), telenovela